# Siiddašjávri
Siiddašjávri é um lago entre a Noruega e a Suécia. Do lado norueguês fica situado em Ballangen, Nordland. As últimas 5 letras do nome (jávri) formam uma palavra norte-Sami que se traduz em "lago".